# 馬場錬成
馬場 錬成（ばば れんせい、1940年11月9日 - ）は、科学ジャーナリスト。
元読売新聞論説委員、元東京理科大学専門職大学院総合科学技術経営研究科教授。認定NPO法人21世紀構想研究会理事長。読売新聞社社友、東京都出身。

## 人物
東京理科大学理学部卒業。読売新聞社で社会部、科学部、解説部記者などを務め、2000年まで論説委員。
記者時代には、東京都と神奈川県の間を流れる多摩川でのカムバック・サーモン運動の起ち上げで中心的な役割を果たした。1979年、テムズ川に鮭を呼び戻すことを目標に掲げて川の浄化運動をしていることを書いたイギリスの新聞記事に接して、馬場は、東京でも似たことができないかと考えた。馬場は専門家や地方自治体の関係者に相談して、1981年2月に支流野川での試験放流にこぎつけた。その年の秋に「多摩川にサケを呼ぶ会」を結成し、10月に読売新聞で記事にしたところ、大きな反響があり、多くの寄付金と参加者を得て、サケの稚魚飼育と放流を実施できるようになった。1984年から試験放流されたサケと思われる個体が何例か多摩川に遡上したが継続しなかった。
房総半島の栗山川での放流事業成功の報道に接して、南限河川の利根川よりさらに南にあり多摩川とほぼ同緯度の栗山川でのサケの回帰が実現したことから、多摩川でも回帰するはずとして稚魚放流を続けた。しかし、栗山川上流では平安時代に起源をもつ山倉大神の鮭祭りが長年にわたり営々と続けられており、実際には南限河川は元々栗山川であり、戦後の高度成長期に行われた用水事業などによる自然破壊のため、一時的に回帰が途絶えていたものを復活したにすぎず、自然遡上していたわけではない多摩川での回帰は実現していない。
退社後、科学ジャーナリストとして知的財産権強化の立場より積極的に提言を行っている。独立行政法人科学技術振興機構が2006年4月に設立した中国総合研究センターのセンター長に就任する等、中国の科学技術・知的財産事情を研究している。 
これまで早稲田大学大学院客員教授、文部科学省科学技政策研究所客員研究官、文部科学省産学官連携戦略展開事業推進委員会委員、文部科学省学佼給食における衛生管理に関する調査研究協力者会議委員、文部科学省・大学等産学連携自立化促進プログラム推進委員会委員、独立行政法人日本スポーツ振興センター・学校における食の安全に関する実態調査委員会委員などを務めた。
ノーベル賞の研究者でもあり、数回にわたってノーベル財団を取材し、ノーベル賞受賞者の業績、自然科学系授賞3分野(物理、化学、生理学・医学)の選考委員会の評価の時代的変遷などを研究している。
また、食育・学校給食の振興に取り組んでおり、2006年から全国学校給食甲子園を創設した。食育シンポジウム、食育ワークショップを主催し、全国学校給食甲子園の応募書類をデータベース化して食材、地場産物の学校給食の使用状況などを分析し、食育学会で発表している。

## 受賞歴
- ２００７年１月６日　「東京理科大学の建学の精神にのっとり科学の普及、発展に寄与した」として東京理科大学「坊っちゃん賞」
- ２００９年１１月２６日　「学校給食の充実に尽力した功績」として文部科学大臣表彰
- ２０１１年１０月２２日　「臓器移植普及啓発の功労者」として厚生労働大臣表彰

## 著書
- 『大丈夫か日本のもの作り』（プレジデント社、2000年）
- 『大丈夫か日本の産業競争力』（プレジデント社、2003年）
- 『中国ニセモノ商品』（中公新書ラクレ、2004年）
- 『沖縄返還と密使・密約外交　宰相佐藤栄作、最後の一年』（日本評論社、2022年）

科学啓蒙書
- 『人間この不可思議なもの』（共著、読売新聞社、1971年）
- 『北の新博物記』（共著、太陽出版、1975年）
- 『恐竜の証言』（グリーンアロー社、1977年）
- 『サケ多摩川に帰る』（農山漁村文化協会、1985年）
- 『人体スペシャル・レポート』（共著、講談社ブルーバックス、1987年）
- 『科学面白トビックス』（講談社ブルーバックス、1990年）
- 『腸内宇宙』（健康科学センター、1992年）
- 『C型肝炎と闘う』（講談社、1996年）
- 『発想のタネになる科学の本』（講談社ブルーバックス、1997年）
- 『ノーベル賞の100年』（中公新書、2002年）
- 『物理学校』（中公新書ラクレ、2006年）
- 『大村智　2億人を病魔から守った化学者』（中央公論新社、2012年）
- 『青年よ理学をめざせ　～東京理科大学物語～』（東京書籍、2013年）
- 『「スイカ」の原理を創った男　特許をめぐる松下昭の闘いの軌跡』（日本評論社、2014年）
- 『大村智物語　ノーベル賞への歩み』（中央公論新社、2015年）
- 『大村智ものがたり　苦しい道こそ楽しい人生』（毎日新聞出版、2015年）

知財関係書
- 『やさしい知的所有権のはなし』（共著、法学書院、1998年）
- 『知的創造時代の知的財産』（共著、慶應義塾大学出版会、2000年）
- 『大丈夫か　日本の特許戦略』（プレジデント社、2001年）
- 『知財立国　日本再生の切り札100の提言』（共著、日刊工業新聞社、2002年）
- 『特許戦略ハンドブック』（共著、中央経済社、2003年）
- 『知的財産権入門』（共著、法学書院、2004年）
- 『変貌する中国知財現場』（経志強共著、日刊工業新聞社、2006年）
- 『新・特許戦略ハンドブック』（共著、商事法務、2006年）
- 『知財立国が危ない』（荒井寿光、日本経済新聞出版社、2015年）

児童書
- 『帰ってこいよ東京っ子サケ』（偕成社、1988年）
- 『母さんのじん臓をあげる』（偕成社、1989年）

外国で翻訳出版された著書
- 『腸内細菌』（中国語翻訳、台湾・青春出版社、1997年）
- 『ノーベル賞の100年』（韓国ハングル語翻訳、2003年）